# David Pefko
David (Manos) Pefko (geb. am 25. Dezember 1983 in Amsterdam) ist ein niederländischer Schriftsteller von Romanen und Erzählungen. Er debütierte 2009 mit dem Roman Levi Andreas. Sein zweiter Roman Het voorseizoen von 2011 gewann im darauf folgenden Jahr die Goldene Büchereule (Gouden Boekenuil) sowie 2013 den Inktaap. Pefko hat einen griechischen Vater und lebt abwechselnd in Amsterdam und Athen. Den Roman Het voorseizoen, der durch das Mithören von Gesprächen in einer Bar inspiriert wurde, verfasste er innerhalb von vier Monaten auf der Insel Kos.
Pefko publiziert seine Erzählungen in den Zeitschriften bzw. Zeitungen Tirade, Hollands Maandblad (Holländisches Monatsblatt), Vrij Nederland (Freie Niederlande) und das Magazin sowie auf seiner Webseite. Pefko schreibt Kolumnen für De Morgen und das NCR Handelsblatt.

## Werke

### Romane
- 2016: Daar komen de vliegen (Da kommen die Fliegen)
- 2013: 45 (Mittelteil der Trilogie 25 45 70 von Jamal Ouariachi, David Pefko und Daan Heerma van Voss), ISBN 978-90-21447-89-6.[1]
- 2011: Het voorseizoen (Die Vorsaison), ISBN 978-90-44621-82-2.[2]
- 2009: Levi Andreas, ISBN 978-90-28241-33-6.[3]

### Erzählungen
- 2009: De Detentiesigaret (Die Haftzigarette), Prosadebüt, Tirade Nr. 427, März 2009.[4]
- 2009: Brief (Vorpublikation), Tirade Nr. 430, Oktober 2009.
- 2009: Briefe, Tirade Brief-blog, Oktober bis November 2009.
- 2009: Ik wil geen kosten maken na mijn dood (Ich will keine Kosten verursachen nach meinem Tod, Prosa), Hollands Maandblad, März 2009.
- 2009: One Happy Island (Vorpublikation – Prosa), Hollands Maandblad, Oktober 2009.
- 2010: Zelf Vlaming worden (Prosa), Hollands Maandblad, März 2010.
- 2011: Pijn is iets heel persoonlijks (Schmerz ist etwas ganz Persönliches, Prosa), Hollands Maandblad, April 2011.
- 2010: De Kiosk (Der Kiosk, Prosa), Vice Magazine, Januar 2010.
- 2010: Mijn vader was koning van de stad (Mein Vater war der König der Stadt), Stadsverhalen (Stadterzählungen), Januar 2010.
- Waar een wil is ben ik weg (Wo ein Wille ist, bin ich weg), Vvl magazine

## Auszeichnungen
- 2012: Gouden Boekenuil für Het voorseizoen[5][6][7]
- 2013: De Inktaap für Het voorseizoen[8]

### Nominierungen
- 2011: Shortlist des Academica Debütantenpreises mit Levi Andreas